# DDR-Fußballmeisterschaft der Junioren 1962
Die DDR-Fußballmeisterschaft der Junioren 1962 war die 13. Auflage dieses Wettbewerbes, der vom Jugendausschuß der Sektion Fußball (DDR) durchgeführt wurde. Der Wettbewerb begann am 13. Mai 1962 mit der Vorrunde und endete am 7. Juli 1962 mit dem Titelgewinn der SG Dynamo Dresden, die im Finale gegen den Vizemeister des Vorjahres SC Aufbau Magdeburg mit 3:1 gewann.

## Teilnehmende Mannschaften
An der DDR-Fußballmeisterschaft der Junioren (A-Jugend) für die Altersklasse (AK) 16–18 nahmen die Bezirksmeister der 14 Bezirke auf dem Gebiet der DDR sowie der Meister aus Ost-Berlin teil. Spielberechtigt waren Spieler bis zum 18. Lebensjahr (Stichtag: 1. September 1943 bis 31. August 1945).
Folgende Mannschaften qualifizierten sich für die DDR-Fußballmeisterschaft der Junioren:
| - Bezirk Rostock TSG Wismar - Bezirk Schwerin BSG CM Veritas Wittenberge - Bezirk Neubrandenburg BSG Lokomotive Pasewalk - Bezirk Potsdam BSG Rotation Babelsberg - Ost-Berlin TSC Oberschöneweide | - Bezirk Frankfurt (Oder) SC Frankfurt/Oder - Bezirk Magdeburg SC Aufbau Magdeburg - Bezirk Halle BSG Chemie Zeitz - Bezirk Leipzig SC Lokomotive Leipzig - Bezirk Cottbus SC Aktivist Brieske-Senftenberg | - Bezirk Dresden SG Dynamo Dresden - Bezirk Karl-Marx-Stadt SC Motor Karl-Marx-Stadt - Bezirk Erfurt SC Turbine Erfurt - Bezirk Gera SC Motor Jena - Bezirk Suhl BSG Motor Steinach |

## Modus
Die Bezirksmeister wurden in der Vorrunde in vier Staffeln aufgeteilt und spielten nach dem Modus „Jeder gegen Jeden“ mit Hin- und Rückspiel die Teilnehmer für die Zwischenrunde aus. In dieser ermittelten die vier Staffelsieger der Vorrunde in zwei Paarungen mit Hin- und Rückspiel die Finalteilnehmer.

## Vorrunde

### Staffel 1
Spiele
| Datum                    |                            |   |                            | Hinspiel | Rückspiel |
| ------------------------ | -------------------------- | - | -------------------------- | -------- | --------- |
| So 13. Mai / So 17. Juni | TSG Wismar                 | – | BSG CM Veritas Wittenberge | 2:1      | 0:1       |
| So 13. Mai / So 17. Juni | SC Aufbau Magdeburg        | – | TSC Oberschöneweide        | 2:0      | 0:2       |
| So 20. Mai / So 03. Juni | BSG CM Veritas Wittenberge | – | SC Aufbau Magdeburg        | 0:2      | 0:1       |
| So 20. Mai / So 03. Juni | TSC Oberschöneweide        | – | TSG Wismar                 | 5:0      | 0:1       |
| So 27. Mai / Do 31. Mai  | TSG Wismar                 | – | SC Aufbau Magdeburg        | 1:3      | 2:3       |
| So 27. Mai / Do 31. Mai  | BSG CM Veritas Wittenberge | – | TSC Oberschöneweide        | 3:5      | 00:12     |

Abschlusstabelle
| Pl. | Mannschaft                 | Sp. | S | U | N | Tore    | Diff. | Punkte |
| --- | -------------------------- | --- | - | - | - | ------- | ----- | ------ |
| 1.  | SC Aufbau Magdeburg        | 6   | 5 | 0 | 1 | 011:500 | +6    | 10:20  |
| 2.  | TSC Oberschöneweide        | 6   | 4 | 0 | 2 | 024:600 | +18   | 08:40  |
| 3.  | TSG Wismar                 | 6   | 2 | 0 | 4 | 006:130 | −7    | 04:80  |
| 4.  | BSG CM Veritas Wittenberge | 6   | 1 | 0 | 5 | 005:220 | −17   | 02:10  |

### Staffel 2
Spiele
| Datum                    |                                 |   |                                 | Hinspiel | Rückspiel |
| ------------------------ | ------------------------------- | - | ------------------------------- | -------- | --------- |
| So 13. Mai / So 17. Juni | SC Frankfurt/Oder               | – | BSG Rotation Babelsberg         | 3:1      | 3:0       |
| So 13. Mai / So 17. Juni | BSG Lokomotive Pasewalk         | – | SC Aktivist Brieske-Senftenberg | 1:1      | 0:6       |
| So 20. Mai / So 03. Juni | BSG Rotation Babelsberg         | – | BSG Lokomotive Pasewalk         | 0:0      | 1:5       |
| So 20. Mai / So 03. Juni | SC Aktivist Brieske-Senftenberg | – | SC Frankfurt/Oder               | 4:1      | 1:4       |
| So 27. Mai / Do 31. Mai  | BSG Lokomotive Pasewalk         | – | SC Frankfurt/Oder               | 2:3      | 0:6       |
| So 27. Mai / Do 31. Mai  | SC Aktivist Brieske-Senftenberg | – | BSG Rotation Babelsberg         | 3:0      | 1:1       |

Abschlusstabelle
| Pl. | Mannschaft                      | Sp. | S | U | N | Tore    | Diff. | Punkte |
| --- | ------------------------------- | --- | - | - | - | ------- | ----- | ------ |
| 1.  | SC Frankfurt/Oder               | 6   | 5 | 0 | 1 | 020:800 | +12   | 10:20  |
| 2.  | SC Aktivist Brieske-Senftenberg | 6   | 3 | 2 | 1 | 016:700 | +9    | 08:40  |
| 3.  | BSG Lokomotive Pasewalk         | 6   | 1 | 2 | 3 | 008:170 | −9    | 04:80  |
| 4.  | BSG Rotation Babelsberg         | 6   | 0 | 2 | 4 | 003:150 | −12   | 02:10  |

### Staffel 3
Spiele
| Datum                    |                       |   |                       | Hinspiel | Rückspiel |
| ------------------------ | --------------------- | - | --------------------- | -------- | --------- |
| So 13. Mai / So 17. Juni | SC Turbine Erfurt     | – | BSG Chemie Zeitz      | 1:1      | 2:0       |
| So 13. Mai / So 17. Juni | BSG Motor Steinach    | – | SC Lokomotive Leipzig | 1:2      | 0:7       |
| So 20. Mai / So 03. Juni | BSG Chemie Zeitz      | – | BSG Motor Steinach    | 0:1      | 0:0       |
| So 20. Mai / So 03. Juni | SC Lokomotive Leipzig | – | SC Turbine Erfurt     | 1:1      | 0:0       |
| So 27. Mai / Do 31. Mai  | SC Turbine Erfurt     | – | BSG Motor Steinach    | 6:0      | 2:0       |
| So 27. Mai / Do 31. Mai  | SC Lokomotive Leipzig | – | BSG Chemie Zeitz      | 3:0      | 0:0       |

Abschlusstabelle
| Pl. | Mannschaft            | Sp. | S | U | N | Tore    | Diff. | Punkte |
| --- | --------------------- | --- | - | - | - | ------- | ----- | ------ |
| 1.  | SC Lokomotive Leipzig | 6   | 3 | 3 | 0 | 013:200 | +11   | 09:30  |
| 2.  | SC Turbine Erfurt     | 6   | 3 | 3 | 0 | 012:200 | +10   | 09:30  |
| 3.  | BSG Chemie Zeitz      | 6   | 0 | 3 | 3 | 001:700 | −6    | 03:90  |
| 4.  | BSG Motor Steinach    | 6   | 1 | 1 | 4 | 002:170 | −15   | 03:90  |

### Staffel 4
Spiele
| Datum                    |                          |   |                          | Hinspiel | Rückspiel |
| ------------------------ | ------------------------ | - | ------------------------ | -------- | --------- |
| So 13. Mai / So 17. Juni | SC Motor Karl-Marx-Stadt | – | SG Dynamo Dresden        | 2:2      | :         |
| So 20. Mai / So 03. Juni | SG Dynamo Dresden        | – | SC Motor Jena            | 3:1      | 1:0       |
| So 27. Mai / Do 31. Mai  | SC Motor Jena            | – | SC Motor Karl-Marx-Stadt | 2:0      | 3:1       |

Abschlusstabelle
| Pl. | Mannschaft               | Sp. | S | U | N | Tore    | Diff. | Punkte |
| --- | ------------------------ | --- | - | - | - | ------- | ----- | ------ |
| 1.  | SG Dynamo Dresden        | 3   | 2 | 1 | 0 | 006:300 | +3    | 05:10  |
| 2.  | SC Motor Jena            | 4   | 2 | 0 | 2 | 006:500 | +1    | 04:40  |
| 3.  | SC Motor Karl-Marx-Stadt | 3   | 0 | 1 | 2 | 003:700 | −4    | 01:50  |

## Zwischenrunde
In der Zwischenrunde ermittelten die vier Staffelsieger der Vorrunde in zwei Paarungen mit Hin- und Rückspiel die Teilnehmer für das Finale.
| Datum                      |                       | Gesamt |                   | Hinspiel | Rückspiel |
| -------------------------- | --------------------- | ------ | ----------------- | -------- | --------- |
| So 24. Juni / Mi .27. Juni | SC Lokomotive Leipzig | 2:5    | SG Dynamo Dresden | 1:2      | 1:3       |
| Mi .27. Juni / So 01. Juli | SC Aufbau Magdeburg   | 5:3    | SC Frankfurt/Oder | 4:1      | 1:2       |

## Finale
| Paarung             | SG Dynamo Dresden – SC Aufbau Magdeburg |
| Ergebnis            | 3:1 (1:0) |
| Datum               | Samstag, 7. Juli 1962 |
| Stadion             | Paul-Greifzu-Stadion, Dessau |
| Zuschauer           | 1.500 |
| Schiedsrichter      | Körting (Dessau) |
| Tore                | 1:0 John (21.) 2:0 Schlott (66.) 2:1 Göcke (72.) 3:1 John (77.) |
| SG Dynamo Dresden   | Süß – Magin, Carow, Schiffner – Heinz Krieger, Zeipert – Gerhard Polz, Hermann John, Wächter, Stahlhut, Schlott Cheftrainer: Kurt Kresse                                                                          |
| SC Aufbau Magdeburg | Dieter Kallfaß – Friedrich-Wilhelm Göcke, Leck, Hans-Joachim Dreher – Michael Schumacher, Volker Jänicke – Jürgen Schneider, Dehnicke, Wolfgang Kanefeier, Klaus Müller, Joachim Wegrad Cheftrainer: Ernst Kümmel |